# الفلتة 2 (مسلسل)
الفلتة 2، مسلسل كوميدي كويتي. كتبه أيمن الحبيل وأخرجه نعمان حسين، وهو الجزء الثاني من مسلسل الفلتة.

## عن العمل
تدور أحداث المسلسل حول في خمسينيات القرن العشرين، حيث يتناول في إطار كوميدي حياة «حمود المداوي» طارق العلي، الطبيب الذي ذاع صيته في منطقته بسبب علاجه لجميع الأمراض بالاجتهاد وأحيانا الشعوذة، فضلا على معاملته الحسنة لأهالي المنطقة وجيرانه.

## الفنانون المشاركون بالعمل
- طارق العلي.
- منى شداد.
- نورة العميري.
- سلطان الفرج.
- مبارك المانع.

ضيوف الحلقات
- علاء مرسي.
- إدوارد.
- جمال الردهان.
- سعيد سالم.
- هيا الشعيبي.
- أحمد الفرج.
- يوسف الجراح.
- حبيب الحبيب.
- ماغي مطران.
- خالد المظفر